# Памятник Ивану Франко (Киев)
Памятник Ивану Франко в Киеве (укр. Пам'ятник Іванові Франку в Києві) — памятник украинскому писателю, поэту и учёному Ивану Яковлевичу Франко в столице Украины городе Киеве.

## Общие сведения
Памятник расположен в историческом Печерске в киевском центре — в сквере на площади Ивана Франко рядом со зданием Национального академического драматического театра, также носящего имя Каменяра.
Памятник Франко в Киеве был открыт 28 августа 1956 года на ознаменование 100-летия со дня рождения поэта.

## Авторы
Скульпторы — О. А Супрун и А. Е. Белостокский, архитектор — Н. К. Иванченко.

## Описание
Киевский памятник Ивану Франко представляет собой бронзовую полуфигуру писателя, установленную на постаменте из красного гранита.
Общая высота памятника — 4,5 метра.